# 林得震
林得震（?—?），福建永春县五里街人。
乾隆五十七年（1792）举人，历任诏安、海澄教谕，嘉庆十七年（1812年），任臺灣縣儒学教谕。後任漳平縣教谕。道光九年（1829年），蔡世钹调任漳平知县，鑑於《漳平县志》一百四十多年未修，命林得震为总纂，主修《漳平县志》一部10卷，次年六月告成。後升迁為邵武府教授。